# Простые числа (альбом)
«Простые числа» — седьмой студийный альбом российской рок-группы «Несчастный случай».

## История создания
После записи юбилейного альбома «Последние деньки в раю» группа не торопилась записывать очередной диск. К концу 2005 года музыканты подготовили программу «Новые песни!» и представили её на сцене МХАТ им. Горького 1 декабря 2005 года. В следующем году был записан альбом «Простые числа». Презентация диска состоялась 8-9 декабря 2006 года в концертном зале «Мир».
Альбом выделяется среди прочих работ «Несчастного случая» грустным настроением. Так, песня «Каширское танго» посвящена онкологическим больным (написана, когда от рака умирал отец Алексея Кортнева); «Ангел сна» — людям, страдающим от бессонницы; «Микроскоп» — летней жаре, высокой температуре; «Юбилейная» — всему творчеству «Несчастного случая», творческому кризису; «Одинокий баклан» — человеческому одиночеству. Тем не менее, несмотря на общий настрой альбома, главный его хит — песня «05-07-033» по своему характеру получилась весьма разухабистой и задорной.
Вот что сам Алексей Кортнев говорит по поводу этого альбома:
На этом альбоме практически всё звучит так, как мне хотелось, как я себе представлял. Хотя, конечно, к процессу сведения (почему «конечно»?) я не имел никакого отношения. ... «Простые числа» записаны и сведены практически целиком одним человеком – Митей Чувелевым, за что ему спасибо большое. И я очень люблю несколько песен с этого альбома. В первую очередь, «Панталоне» и «Баклана». Мне кажется, это лучшие сорокалетние песни, которые мы написали. Вообще, автор должен писать для своих сверстников, я в этом убежден. Кто лучше понимает настроения, радости и беды человека среднего возраста, чем его одногодок? И как глупо выглядят попытки взрослого дядьки заинтересовать собой тинейджеров…

## Список композиций
| №                   | Название                                               | Длительность |
| ------------------- | ------------------------------------------------------ | ------------ |
| 1.                  | «Сеньор Панталоне»                                     | 4:04         |
| 2.                  | «05-07-033»                                            | 4:46         |
| 3.                  | «Сердце»                                               | 4:05         |
| 4.                  | «Микроскоп»                                            | 3:09         |
| 5.                  | «Одинокий баклан»                                      | 4:09         |
| 6.                  | «Каширское танго»                                      | 4:25         |
| 7.                  | «Ангел сна»                                            | 4:49         |
| 8.                  | «Зима (получит всё)»                                   | 3:04         |
| 9.                  | «Ржавая вода»                                          | 3:36         |
| 10.                 | «Питер»                                                | 4:28         |
| 11.                 | «Farewell Waltz»                                       | 4:02         |
| 12.                 | «Четыре тайны»                                         | 4:42         |
| 13.                 | «Юбилейная»                                            | 2:59         |
| 14.                 | «Две души»                                             | 3:50         |
| 15.                 | «Оставьте меня (бонус-трек в исполнении группы Гonja)» | 4:15         |
| Общая длительность: | Общая длительность:                                    | 1:00:23      |

Все песни сведены Дмитрием Чувелёвым в «Секретной студии»

## Состав
- Алексей Кортнев (вокал, гитара, тексты песен)
- Павел Мордюков (саксофоны, вокал)
- Сергей Чекрыжов (клавишные, вокал)
- Дмитрий Чувелёв (гитара, вокал)
- Роман Мамаев (бас-гитара)
- Павел Черемисин (ударные)

## Рецензии
Рецензия от интернет-портала «Наш неформат»:
В этом альбоме КВН победил и вкус, и чувство меры, и самоиронию. Их место, как это обычно бывает, занял пафос.